# Saint-Juéry (Lozère)
Saint-Juéry è un comune francese di 69 abitanti situato nel dipartimento della Lozère nella regione dell'Occitania.

## Società

### Evoluzione demografica
Abitanti censiti